# Верхнее Нёлгомозеро
Верхнее Нёлгомозеро — пресноводное озеро на территории Петровского сельского поселения Кондопожского района Республики Карелии.

## Общие сведения
Площадь озера — 2,7 км², площадь водосборного бассейна — 84,2 км². Располагается на высоте 135,0 метров над уровнем моря.
Котловина ледникового происхождения.
Форма озера лопастная, продолговатая: оно почти на три километра вытянуто с северо-запада на юго-восток. Берега каменисто-песчаные, местами заболоченные.
Озеро соединяется протокой с Нёлгомозером, которое, в свою очередь, соединяется с Нижним Нёлгомозером — истоком реки Малой Суны, впадающей в Сямозеро. Из Сямозера берёт начало река Сяпся, впадающая в Вагатозеро. Через последнее протекает река Шуя.
С запада в озеро впадает река Вохта, несущая воды Вуажозера, Вохтозера и Насоновского.
Рыба: щука, плотва, окунь, лещ, налим, ёрш.
К северо-востоку от водоёма расположен посёлок Нелгомозеро, через который проходит дорога местного значения 86К-85 («Спасская Губа — Вохтозеро»).
Код объекта в государственном водном реестре — 01040100111102000017181.

## Панорама

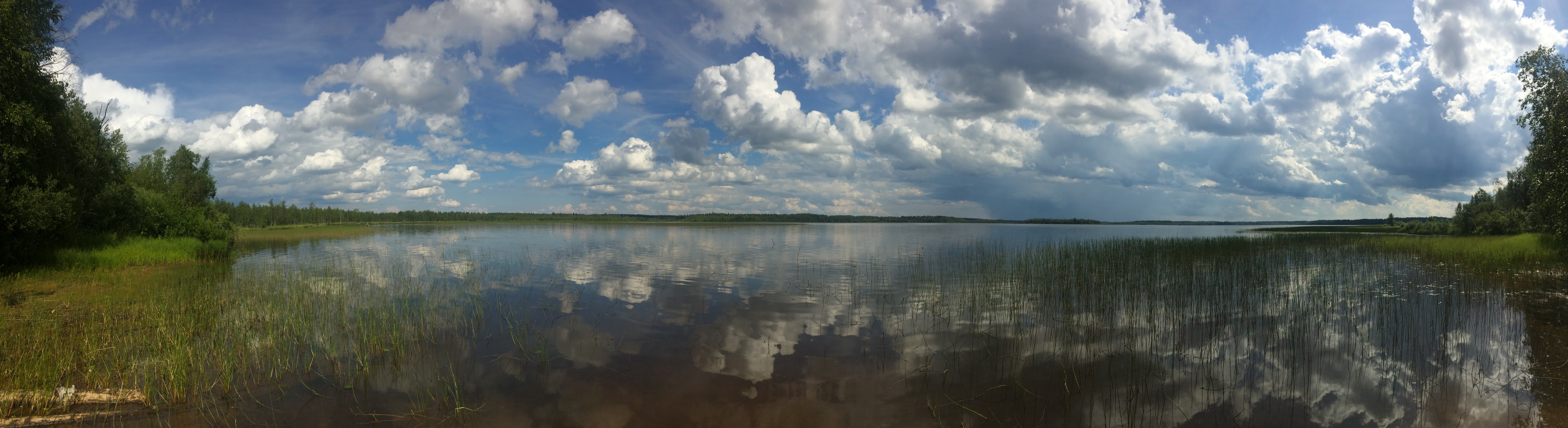
Панорама